# Vereniging voor Gedrags- en Cognitieve therapieën
De Vereniging voor Gedrags- en Cognitieve therapieën (VGCt) is een wetenschappelijke en beroepsvereniging in Nederland voor cognitief gedragstherapeuten en cognitief gedragstherapeutisch werkers. De vereniging zet zich naar eigen zeggen in voor een kwalitatief hoogwaardige en wetenschappelijk verantwoorde ontwikkeling en uitoefening van het vak van de cognitieve gedragstherapie. De VGCt werd opgericht in 1966. De VGCt verzorgt ook de registratie van cognitief gedragstherapeuten en gedragstherapeutisch werkers.
Hulpverleners met een hbo-hulpverleningsachtergrond (maatschappelijk werk, SPH, SPV) kunnen als cognitief gedragstherapeutisch werker lid worden van de VGCt. Hiervoor bestaan aangepaste opleidingseisen.
De VGCt is vanaf 10 mei 2010 een wettig gedeponeerd merk. De leden van de vereniging, ingeschreven in het VGCt-kwaliteitsregister, zijn volgens de VGCt de enige professionals die bekwaam zijn in het uitoefenen van de cognitieve gedragstherapie.

## Lidmaatschap
Volledig lidmaatschap van de VGCt kan verkregen worden nadat een psycholoog of arts die werkzaam is binnen de ggz aan de volgende opleidingseisen heeft voldaan:

### Opleidingseisen
- Succesvolle afronding van door de VGCt geaccrediteerde basiscursus van 100 contacturen.
- Succesvolle afronding van door de VGCt geaccrediteerde vervolgcursus(sen) van 100 contacturen.
- Minimaal 25 sessies leertherapie van minimaal 45 minuten bij erkende supervisor VGCt.
- Minimaal 75 sessies supervisie van minimaal 45 minuten bij erkende supervisor VGCt (leertherapie en supervisie zijn samen 125 sessies).
- Goedgekeurd N=1-verslag.
- Minimaal 200 gesuperviseerde therapiesessies.

### Vereiste werksetting
- De cognitief gedragstherapeut VGCt in opleiding moet minimaal 12 uur per week werkzaam zijn op het gebied van de ggz.
- Daarvan moet minimaal 4 uur per week worden besteed aan daadwerkelijke patiënt-/cliëntcontacten.

Na afronding van de basiscursus kan men cognitief gedragstherapeut VGCt in opleiding worden.

## Secties
De secties in de vereniging hebben tot doel om leden van de VGCt binnen een bepaald segment (vakgebied, registratie, regio) te verenigen. Een sectie richt zich op het verzamelen en verspreiden van kennis en stimuleert daarmee het ‘beter worden in je vak’, het motto van de vereniging.
Elke sectie organiseert studiedagen, cursussen, workshops en netwerkactiviteiten door het jaar heen. Via een sectie maken leden deel uit van een netwerk van professionals met dezelfde expertise of interesse hebben. Leden kunnen per sectie aangeven of zij per mail op de hoogte willen blijven van de ontwikkelingen en activiteiten binnen de betreffende sectie.

## Registratie
Wanneer een psycholoog kenbaar maakt dat hij 'cognitief gedragstherapeut VGCt' is, of kan aantonen dat hij lid is van de VGCt betekent dit dat hij enkele jaren aan postdoctoraal onderwijs op het gebied van gedragstherapie heeft gehad, na het behalen van zijn bul in de psychologie of orthopedagogiek. Dit betreft een andere registratie dan de zogenaamde psycholoog NIP, gz-psycholoog of psychotherapeut. Wel kunnen gz-psychologen na het behalen van de opleidingseisen ook lid zijn van de VGCt. Het systeem van registraties binnen de ggz is sterk in ontwikkeling, de VGCt vertegenwoordigt in die ontwikkeling de belangen van de cognitief gedragstherapeuten.

## Tijdschrift voor Gedragstherapie
De VGCt geeft vier keer per jaar het Tijdschrift voor Gedragstherapie (APA-naam: Gedragstherapie) uit. Hierin zijn met name wetenschappelijke artikelen te vinden over de ontwikkelingen binnen de gedragstherapie. Per 1 januari 2014 wordt het Tijdschrift voor Gedragstherapie uitgegeven door Uitgeverij Boom.

## Congres
Eén keer per jaar organiseert de VGCt een groot najaarscongres waar bekende (buitenlandse) sprekers op het gebied van de cognitieve gedragstherapie te zien zijn.

## Ander beroepsverenigingen voor psychologen
- Het Nederlands Instituut van Psychologen
- De Vereniging voor Cliëntgerichte Psychotherapie (VCgP)
- De Belgische Federatie van Psychologen